# 百度手机输入法
百度手机输入法是百度公司收购点讯输入法之后推出手机平台输入法软件。目前百度手机输入法的正式版本支持Android、iOS以及塞班Symbian。

## 特性
除非注明，以下特性均来自百度手机输入法官方博客
- 强大的分词技术
- 支持全拼、简拼、笔划、双拼、模糊音等多种输入方式。Android和iPhone版还支持五笔输入，Android版更支持手写。
- 自定义皮肤
- 内置百度搜索框